# Block Magazine

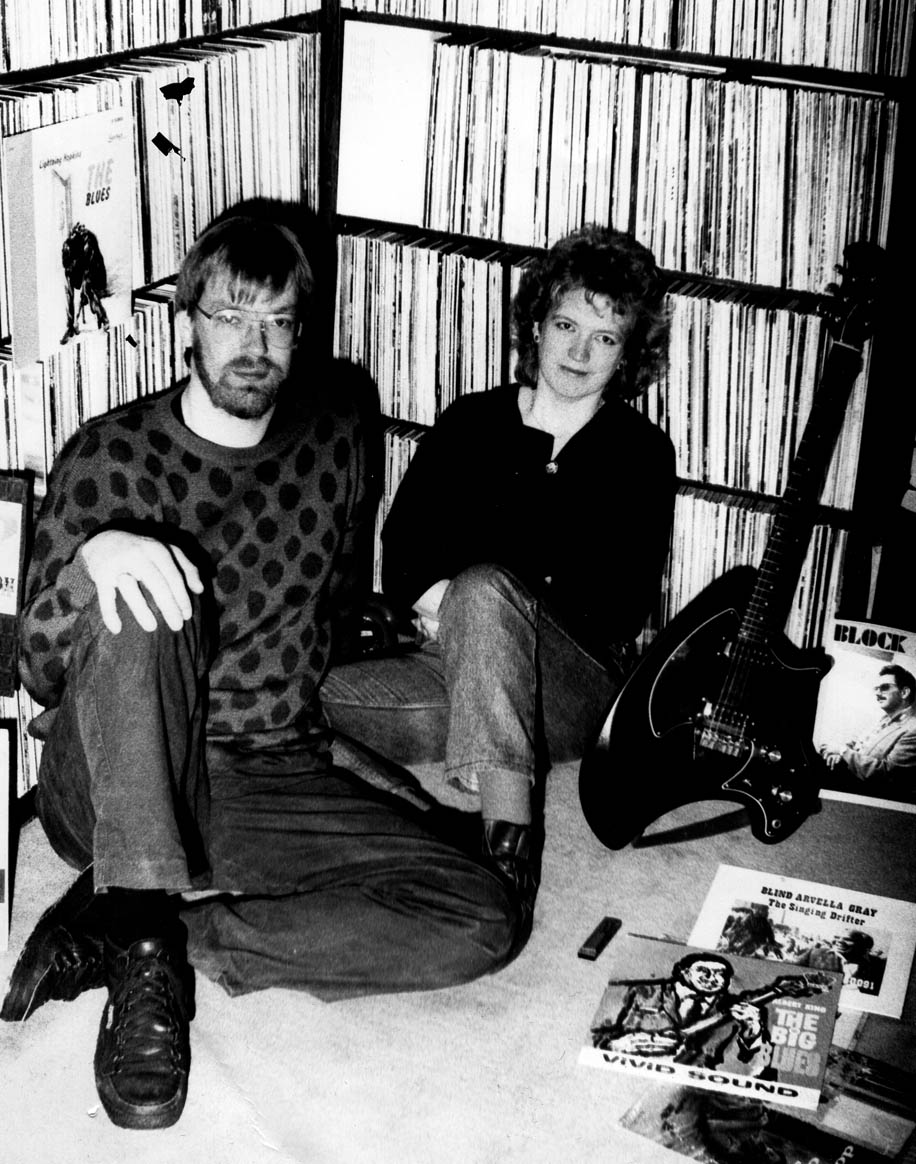
Rien en Marion Wisse (1986)

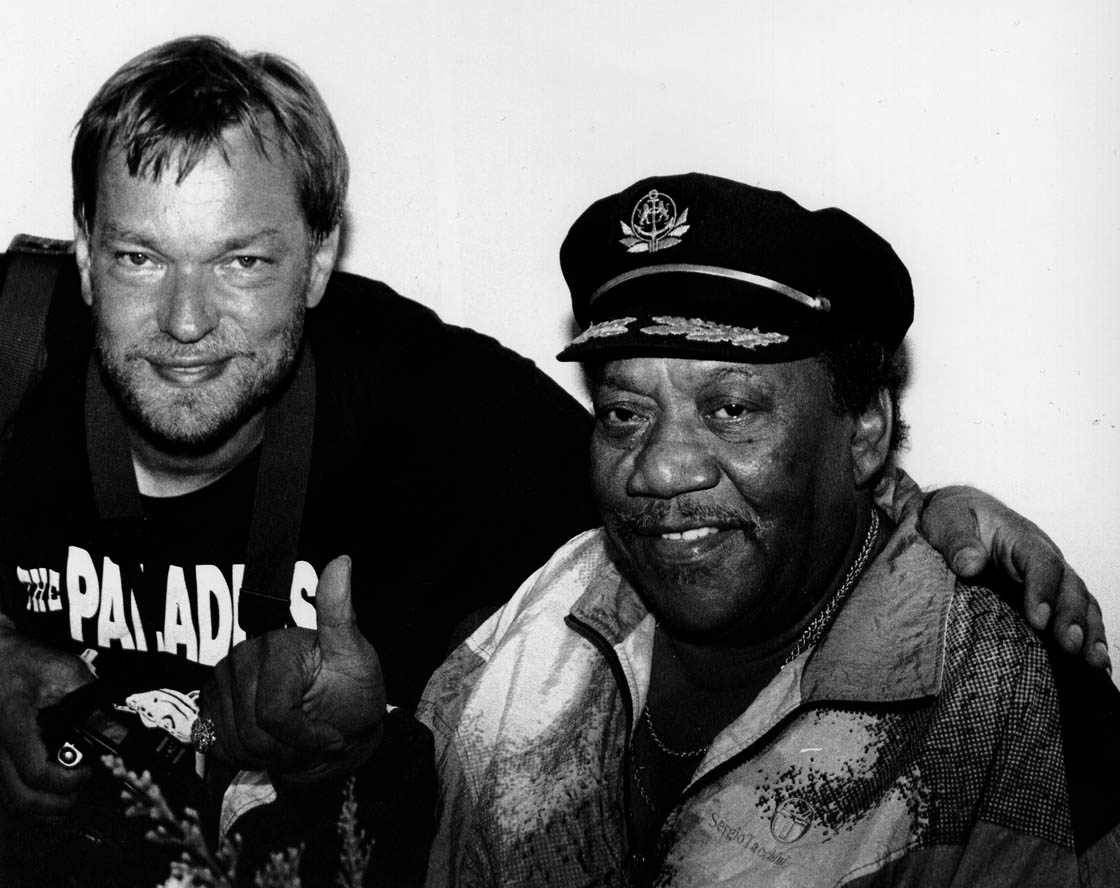
Rien Wisse en Bobby Bland (1994)

Block Magazine is Nederlands oudste en meest uitgebreide bluestijdschrift en winnaar van de Keeping the Blues Alive (KBA) Award 2010 van The Blues Foundation. Het verschijnt vier keer per jaar met een omvang van 68 pagina's. Het tijdschrift heeft ongeveer 25 medewerkers die elk een eigen gebied bestrijken, waaronder journalisten en fotografen als Bill Dahl, Dick Shurman en Scott Bock.

## Geschiedenis
Block Magazine werd in 1975 opgericht door Rien en Marion Wisse uit Almelo. In het blad verschenen interviews met internationale sterren zoals Solomon Burke, Robert Cray, Bo Diddley, Al Green, Harry Muskee en Zora Young. Ook werd er een fotocollectie van ruim 30.000 foto's opgebouwd, waaruit regelmatig ook door andere tijdschriften en door platenmaatschappijen wordt geput. In de internationale bluesscene groeide Rien Wisse uit tot een autoriteit. Wisse schreef al voor de oprichting in 1975 voor diverse muziekbladen en kranten artikelen en recensies. Aanvankelijk over popmuziek, later vooral over blues.
De eerste uitgave van Block Magazine, nummer 1 uit maart/april 1975, omvatte 16 pagina's plus omslag. Er stond een stukje in over de Haagse Hoochie Coochie Band en Dick Waanders startte een serie over het ontstaan en de ontwikkeling van rock-'n-roll. Marion Wisse verzorgde tot en met nummer 19 een poprubriek: Vaste Popprik.
Het eerste nummer werd gratis uitgedeeld aan een handvol bluesliefhebbers en aan mensen die een actieve rol speelden in de kleine Nederlandse bluesscene. Uit dat eerste nummer bleek dat er behoefte was aan een tijdschrift als Block Magazine. Kort na het eerste nummer begon Peter Janssens uit Goes met het organiseren van bluesconcerten onder de naam De Delta Blues Club. Hij gaf een gestencild blad uit: Delta Blues Magazine. Janssens en Wisse spraken af steeds een artikel voor elkaars bladen te schrijven. Toen ook Paul Bronckers zich aanmeldde als medewerker bestond het team vanaf nummer drie (juli/augustus 1975) uit vijf personen.

## Publiciteit
Na het derde nummer werd Block Magazine opgemerkt door diverse media. Het Dagblad van het Oosten wijdde er op 4 september 1975 voor het eerst een artikel aan. Vervolgens kwam het tijdschrift ook via andere media en via de landelijke radio in de publiciteit.
Het vijfde nummer verscheen in offset. Daardoor zag het er, hoewel nog steeds op gevouwen folio-formaat (16,5 x 21 cm) verschijnend, wat professioneler uit. Nadat het blad ook op blues- en rock-'n-roll-evenementen werd gepromoot had het enkele honderden abonnees.
In 1976 meldden Stan Govaard en wijlen Dennis Mout zich aan als medewerkers in de sector rock-'n-roll. In augustus 1977 gingen Rien en Marion op zoek naar de blues in Amerika. Onder meer bezochten ze Jim en Amy O'Neal, die in de kelder van hun huis het tijdschrift Living Blues produceerden. Deze bezoeken leidden er mede toe dat Block Magazine nummer 17 (november/december 1977) op A4-formaat werd gedrukt.

## Alleen blues blijft over
Vanaf begin '78 tot halverwege '82 groeide het tijdschrift uit van twintig tot veertig pagina's. Het medewerkersbestand breidde uit met onder anderen Ton Derksen, Adri Sturm, Marcel Vos, Kees van Wijngaarden en Don Zijlstra. Bert Lek en Gerard Robs waren de vaste fotografen waren geworden.
Het leger abonnees groeide, maar uit hun reacties bleek dat het niet vanzelfsprekend was om tegelijkertijd beide muziekgenres te koesteren. Uit het rock-'n-roll-kamp kwam het verwijt dat hun muziek te weinig aan bod kwam, terwijl de bluesliefhebbers niet zaten te wachten op informatie over rock-'n-roll. Daarom werd de cruciale beslissing genomen om de rock-'n-roll te laten vallen. Vanaf nummer 44 was Block Magazine het "Tijdschrift voor blues".
Het 15-jarig bestaan in 1990 werd opgeluisterd met optredens van de Terraplanes en Wild Child Butler. Vijf jaar later produceerde Rien Wisse de akoestische cd No Less Than Wireless met Maybe It's The Blues, The Taildraggers, Greyhound en Champagne Charlie.
Op 23 januari 2010 krijgen Rien en Marion Wisse in Memphis de Keeping The Blues Alive Award (KBA-Award) uitgereikt. Deze prijs is wereldwijd de hoogste onderscheiding die aan niet-muzikanten in de bluesbusiness wordt uitgereikt. Bovendien ontvingen ze de Dutch Keeping The Blues Alive Award 2011.
Block hield in het najaar van 2013 na 160 uitgaven op te bestaan.